# Луси Кларк
Луси Кокс (на английски: Lucy Cox) е английска писателка на произведения в жанра трилър. Пише под псевдонима Луси Кларк (на английски: Lucy Clarke).

## Биография и творчество
Луси Кокс е родена на 7 август 1981 г. в Борнмът, Англия.
Завършва с бакалавърска степен с отличие английска филология в Кардифския университет. Омъжена е за професионален уиндсърфист и има 2 деца. След като навършва 24 г. решава да преследва писателска кариера.
Първият ѝ роман „Морски сестри“ е публикуван през 2012 г. Сестрата на главната героиня Кейти е намерена мъртва на остров Бали, а полицията смята, че е самоубийство. Кейти започва да разследва обстоятелствата около смъртта ѝ ползвайки записките в дневника ѝ, а това което открива променя много неща.
Луси Кокс живее със семейството си в Борнмът, Дорсет.

## Произведения

### Самостоятелни романи
- The Sea Sisters (2012) – издаден и като „Swimming at Night“
Морски сестри, изд.: „Ергон“, София (2017), прев. Диана Райкова
- A Single Breath (2014)
Единствен дъх, изд.: „Ергон“, София (2017), прев. Диана Райкова
- The Blue (2015)
- Last Seen (2017)
Видян за последно..., изд.: „Ергон“, София (2018), прев. Диана Райкова
- No Escape (2018)
- You Let Me In (2018)